# Andreas Raudsepp
Andreas Raudsepp (* 13. Dezember 1993 in Rakvere) ist ein estnischer Fußballnationalspieler, der momentan bei JK Tallinna Kalev unter Vertrag steht.

## Karriere

### Vereine
Raudsepp wechselte früh in die Jugendabteilung des FC Levadia Tallinn. Dort wurde er 2010 in die zweite Mannschaft befördert. Nach zwei Leihen innerhalb der estnischen Liga unterzeichnete Raudsepp 2012 einen Profivertrag. Seitdem spielte er für die erste Mannschaft von Levadia in der estnischen Meistriliiga. Mit Levadia Tallinn wurde Raudsepp in der Saison 2013 und 2014 estnischer Fußballmeister. Im Februar 2018 wechselte er zu Kalev Tallinn. Dort wurde der defensive Mittelfeldspieler auf seiner Stammposition zum Stammspieler und ist seit der Saison 2019 Kapitän seiner Mannschaft. Am 20. April 2019 erzielte er für Kalev Tallinn beim 2:2 gegen den FC Nõmme Kalju seinen ersten Pflichtspieltreffer.

### Nationalmannschaft
Raudsepp durchlief alle estnischen Jugendnationalmannschaften von der U-16 bis zur U-21. Mit der estnischen U-19 spielte er bei der U-19-EM 2012 im eigenen Land, in der Estland nach Niederlagen gegen Spanien, Griechenland und Portugal bereits in der Gruppenphase ausschied. Raudsepp spielte in allen drei Spielen über 90 Minuten durch. Am 27. Dezember 2014 debütierte Raudsepp bei der 3:0-Niederlage im Freundschaftsspiel gegen Katar für die estnische A-Nationalmannschaft, als er zur Halbzeit für Brent Lepistu eingewechselt wurde. Es folgten sechs weitere Einsätze. Nach seinem Einsatz bei der 0:7-Niederlage gegen Portugal am 8. Juni 2016 wurde Raudsepp nicht mehr berücksichtigt.